# Jeux d'Asie du Sud-Est de 1991
Navigation
Édition précédente Édition suivante
La seizième édition des Jeux d'Asie du Sud-Est s'est tenue du 24 novembre au 3 décembre 1991 à Manille. C'est la deuxième fois que la capitale philippine accueille cet événement.

## Pays participants
La compétition a réuni des athlètes provenant de neuf nations, les mêmes qu'en 1989. Le Cambodge est le seul pays d'Asie du Sud-Est absent.
L'Indonésie termine en tête du tableau des médailles pour la sixième fois en sept participations. Les Philippines, pays hôte, sont 2e. Le Laos est la seule nation à ne remporter aucune médaille.
| Rang | Nation      | Or | Argent | Bronze | Total |
| ---- | ----------- | -- | ------ | ------ | ----- |
| 1    | Indonésie   | 92 | 86     | 67     | 245   |
| 2    | Philippines | 90 | 62     | 86     | 238   |
| 3    | Thaïlande   | 72 | 80     | 69     | 221   |
| 4    | Malaisie    | 36 | 38     | 66     | 140   |
| 5    | Singapour   | 18 | 32     | 45     | 95    |
| 6    | Birmanie    | 12 | 16     | 29     | 57    |
| 7    | Viêt Nam    | 7  | 12     | 10     | 29    |
| 8    | Brunei      | 0  | 0      | 8      | 8     |
| 9    | Laos        | 0  | 0      | 0      | 0     |

## Sports représentés
28 sports sont représentés, soit 4 de plus qu'en 1989. Le pencak silat est retiré du programme. Le billard, le squash et le wushu sont présents pour la première fois tandis que la gymnastique et le softball font leur retour.
- Athlétisme
- Aviron
- Badminton
- Basket-ball
- Billard
- Bowling
- Boxe
- Culturisme
- Cyclisme
- Escrime
- Football
- Gymnastique
- Golf
- Haltérophilie
- Judo
- Karaté
- Natation
- Sepak takraw
- Squash
- Softball
- Taekwondo
- Tennis
- Tennis de table
- Tir
- Tir à l'arc
- Voile
- Volley-ball
- Wushu